# Agelena bifida
Agelena bifida es una especie de araña del género Agelena, familia Agelenidae. Fue descrita científicamente por Wang en 1997.